# Suchá Dolina
Suchá Dolina je obec na Slovensku v okrese Prešov, 24 km od Prešova. V minulosti byly zaznamenány i tyto názvy obce: Rok 1773 – Szucha-Dolina, Sucha Dolina; 1786 – Dolina, Sucha Dolina; 1808 – Szuchádolina, Suchá Dolina; 1863–1913 – Szárazvölgy; 1920–1960, 1990 – Suchá Dolina. 
Nachází se zde prodejna potravin s pohostinstvím pod jednou střechou. Hlavními změnami prošel v nedávné době kostel, který byl kompletně obnoven a také místní úřad. Vesnice je postavena kolem hlavní komunikace ale má i jednu ulici, kterou rozděluje vyregulovaný potok.

## Fotografie

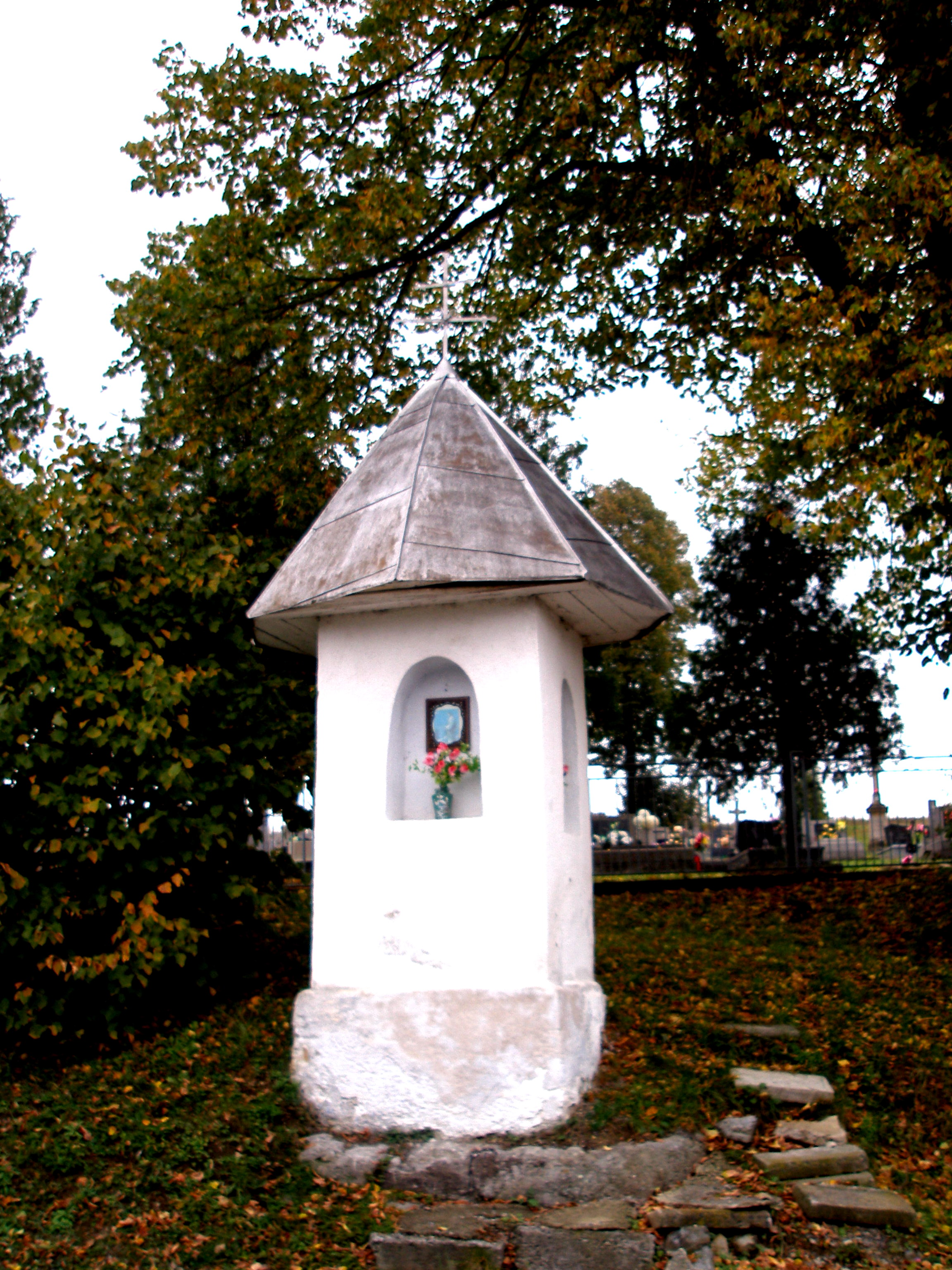
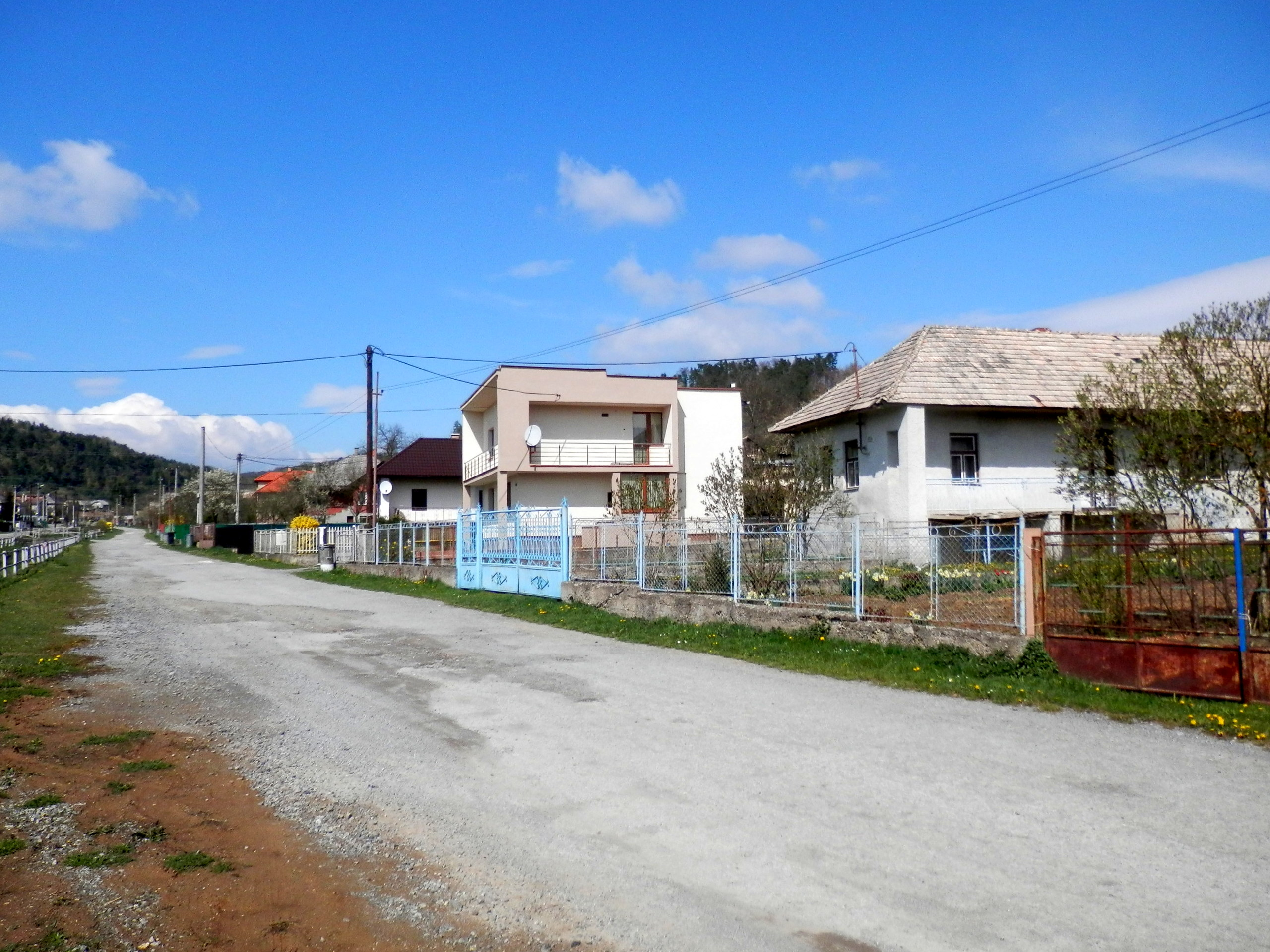
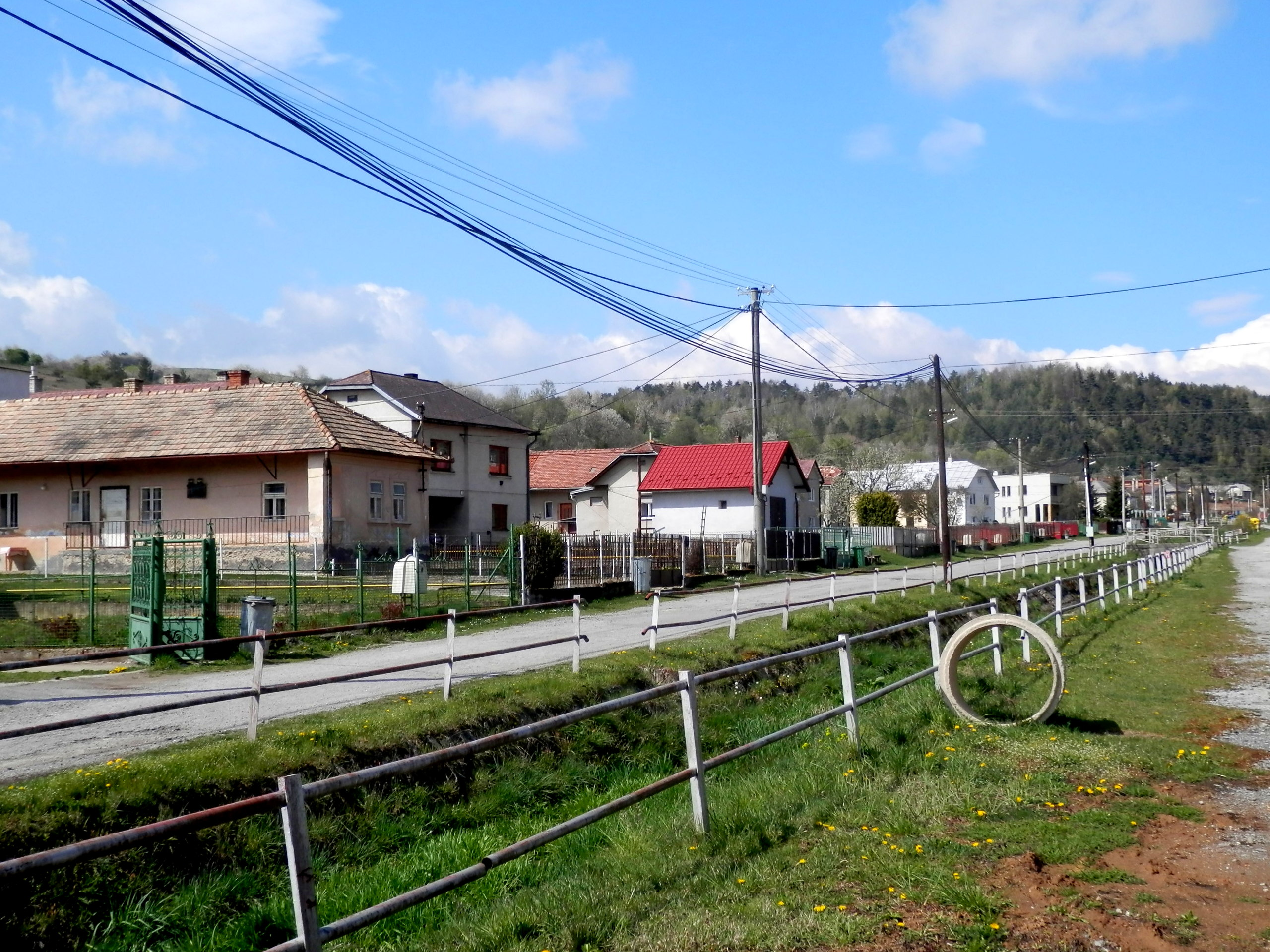